# Zong (astronomie chinoise)
Pour les articles homonymes, voir Zong (homonymie).
Zong est un astérisme de l'astronomie chinoise. Il est décrit dans le traité astronomique du Shi Shi qui recense les astérismes construits à partir des étoiles les plus brillantes du ciel. Zong se compose de deux étoiles moyennement lumineuses, situées au sein de la constellation occidentale d'Ophiuchus.

## Composition
La région du ciel où se trouve Zong ne comporte pas d'étoile très lumineuse. À l'ouest se trouvent Hou et Zongzheng, correspondant à α, β et γ Ophiuchi, et à l'est ζ Aquilae, faisant partie du vaste astérisme Tianshi. Étant donné la position annoncée pour Zong et sa localisation par rapport aux autres étoiles dans les cartes du ciel du monde chinois, Zong est très vraisemblablement composé de :
- 71 Ophiuchi (magnitude apparente 4,6)
- 72 Ophiuchi (3,8)

## Symbolique
Zong est situé dans un vaste ensemble appelé Tianshi, correspondant à un marché céleste, comprenant à la fois les éléments d'une cour royale, et des éléments liés au commerce. Il représente un ancêtre non précisé de la famille royale. Le peuplement du ciel par les constellations remontant à la dynastie Han (commençant en -202 et longue d'un peu plus de quatre siècles), cet ancêtre pourrait alors avoir été Liu Bang (ou Gaozu), le premier empereur de la dynastie. La présence de personnages historiques notables n'est pas exceptionnelle dans le ciel chinois. Par exemple, le terme de Zhoubo, parfois (quoique rarement) utilisé pour décrire le phénomène d'« étoile invitée », correspondant à l'apparition d'un astre nouveau dans le ciel tel une comète ou une nova, se réfère lui aussi à un personnage, mais plus ancien, de l'époque de la dynastie Zhou (commençant au XIe siècle av. J.-C.).

## Astérismes associés
De nombreux astérismes situés dans le marché céleste Tianshi sont en rapport avec la cour de l'empereur, dont le trône est Dizuo. on y trouve Hou, un superviseur ou un astrologue, Huanzhe, un groupe d'administrateurs eunuques, Zongzheng et Zongren, un officiel et ses aides responsables de la famille royale. D'autres astérismes de Tianshi sont, eux, plus explicitement en rapport avec le commerce, tels Dou et Hu, qui sont des étalons de mesure.